# Stiernhöök
Stiernhöök var en svensk adlig ätt.
Ättens stamfader var kyrkoherden Olaus Petri Dalecarlus. Om hans ursprung har sagts olika saker. Gabriel Anrep uppger att farfadern var en förmögen bergsman i Wibberboda vid namn Peder Pedersson, vilket utdömdes av Gustaf Elgenstierna som påhitt för att ge mer glans åt släkten. I Svenska antavlor har dock en annan koppling gjorts till bergsmän, nämligen till en bergsman i Vikmanshyttan vid namn Peder Jönsson som levde på 1500-talet.
Olaus Petri Dalecarlus var gift med Margareta Hansdotter, vars far av Anrep kallas Herr Johannes Hedemorensis Pastorius. De hade två söner. Barnen till deras son Petrus Olai upptog namnet Arosell och några ättlingar adlades med namnet Adlerheim. Petrus Olais bror Johan adlades 1649 med namnet Stiernhöök, och introducerades år 1650 på nummer 471. Hans hustru var Carin Appelbom vars mor var en Hök af Partille. Deras äldsta dotter blev stammoder till adelsätten von Rudbeck, och en yngre till von Schönfelt, och den yngsta dottern gifte sig von Snoilsky. Äldste sonen Andreas Stiernhöök var assessor i Dorpat och sedan direktör i Hälsinglands trolldomskommission. Med en dotter till Henrik Lemmens fick han en dotter som gifte sig Schönberg, varmed ättegrenen slöts.
Hans yngre bror Johan Stiernhöök d.y. var först gift med Helena von Beijer, och sedan med Anna Graan vars far var Johan Graan och modern Elisabeth Bure. Sönerna i första äktenskapet avled barnlösa; den yngste av dem dödades vid Holmer skans 1699. I andra äktenskapet föddes först Johan Stjernhöök som avled i rysk fångenskap efter slaget vid Poltava, och Jacob Stjernhöök som drunknade tillsammans med en kusin år 1703. Dottern Catharina gifte sig med en ofrälse kapten. Anders Stjernhöök var ryttmästare vid Adelsfanan, men avled barnlös som sina bröder.
En yngre ättelinje utgick från Olof Stiernhöök som var biträde åt fadern Johan när denne blev blind, och blev sedan underlagman och sekreterare. Han var gift med broderns svägerska Margareta von Beijer. Deras äldste son Johan Carl var diplomat i Wien, och avled ogift. Sonen översten Gustaf stupade i slaget vid Poltava. Yngste sonen Olof var kapten vid Livgardet till fots, men avled ogift 1703.